# Ama-no-Koyane-no-mikoto
Ama-no-Koyane-no-mikoto (天児屋命, 天児屋根命) est un kami, une divinité mâle du shintoïsme. Il est l’une des divinités du Kasuga-taisha à Nara et du Hiraoka-jinja à Higashiōsaka au Japon. Dans certaines versions, il est le fils de la déesse Kamimusubi, troisième des trois premiers kami à avoir vu le jour.
Il est considéré comme l’ancêtre du clan Fujiwara.

### Liens Externes
- - Encyclopédie du Shinto (anglais)
- Ameno Koyane - Database  sur l'Histoire du Japon (anglais)